# Mausohr-Jagdgebiet Lindhoop
Mausohr-Jagdgebiet Lindhoop este o arie protejată (arie specială de conservare — SAC, sit de importanță comunitară — SCI) din Germania întinsă pe o suprafață de 31,76 ha, integral pe uscat.

## Localizare
Centrul sitului Mausohr-Jagdgebiet Lindhoop este situat la coordonatele 52°56′17″N 9°18′13″E / 52.9381°N 9.3036°E.

## Înființare
Situl Mausohr-Jagdgebiet Lindhoop a fost declarat sit de importanță comunitară în februarie 2006 pentru a proteja 1 specie de animale. Situl a fost protejat și ca arie specială de conservare în noiembrie 2018.

## Biodiversitate
Situată în ecoregiunea atlantică, aria protejată conține 1 habitat natural: Păduri de fag Luzulo-Fagetum.
La baza desemnării sitului se află o specie protejată de  mamifere: liliac comun (Myotis myotis).